# 1992년 영국 총선
1992년 영국 총선은 총 651석의 영국 하원의 의원을 선출하기 위해 1992년 4월 9일에 실시 되었다. 이 선거에서 보수당의 존 메이저는 보수당의 13년 장기 집권으로 인한 국민들의 염증과 전 총리였던 마가렛 대처의 인두세 파문으로 인해 실각할 것으로 예상되었다. 그러나 노동당의 닐 키녹 대표의 잇단 실수와 선의 악의적 기사로 쉽게 예측하기 힘든 상황으로 바뀌었다.
선거 결과, 보수당은 기존 의석의 40석이 감소한 336석을 확보, 원내 과반을 차지하였다. 이 결과는 선거 당일에도 전혀 예상하지 못한 뜻밖의 결과였다. 노동당은 42석이 증가한 271석을 확보하였으나 선거 후 닐 키녹은 곧바로 대표 자리에서 사퇴하였다. 자유민주당은 20석을 차지, 기존 의석에서 2석이 감소하였으며, SNP는 3석을 차지하였으며 얼스터 통합당은 9석을 차지하였다. 신페인은 대표 게리 아담스가 낙선하면서 1석도 얻지 못하였다.

## 지역별 결과
|                      | 보수당 | 노동당 | 자민당 | PC/SNP | 기타 | 합 계 |
| -------------------- | ------ | ------ | ------ | ------ | ---- | ----- |
| 노스이스트잉글랜드   | 6      | 29     | 1      | -      | -    | 36    |
| 노스웨스트잉글랜드   | 27     | 44     | 2      | -      | -    | 73    |
| 요크셔험버           | 20     | 34     | -      | -      | -    | 54    |
| 이스트미들랜즈       | 28     | 14     | -      | -      | -    | 42    |
| 웨스트미들랜즈       | 29     | 29     | -      | -      | -    | 58    |
| 이스트 잉글랜드      | 17     | 3      | -      | -      | -    | 56    |
| 런던                 | 48     | 35     | 1      | -      | -    | 84    |
| 사우스이스트잉글랜드 | 106    | 3      | -      | -      | -    | 109   |
| 사우스웨스트잉글랜드 | 38     | 4      | 6      | -      | -    | 48    |
| 웨일스               | 6      | 27     | 1      | 4      | -    | 38    |
| 스코틀랜드           | 11     | 49     | 9      | 3      | -    | 72    |
| 합계                 | 336    | 271    | 20     | 7      | -    | 634   |

## 메니페스토
- The Best Future For Britain - 보수당
- It's time to get Britain working again - 노동당
- Changing Britain for good - 자유민주당